# Vangjush Zallëmi
Vangjush Zallëmi (ur. 14 lutego 1929 w Korczy, zm. 23 czerwca 1997 w Tiranie) – albański producent filmowy i dziennikarz.

## Życiorys
Pracował jako dziennikarz lokalnego pisma w Korczy. Wysłany do ZSRR ukończył studia wyższe z zakresu dziennikarstwa w Leningradzie, po czym wrócił do kraju i otrzymał pracę redaktora w najbardziej prestiżowym piśmie partyjnym - Zëri i popullit (Głos Ludu). Wkrótce stał się jednym z najbardziej rozpoznawalnych w Albanii autorów reportaży. We wrześniu 1972 został mianowany dyrektorem Studia Filmowego Nowa Albania (alb. Kinostudio Shqipëria e Re). Kierował głównym ośrodkiem produkcji filmów w Albanii w okresie jego największego rozwoju, kiedy produkowano w nim kilkanaście filmów fabularnych rocznie, a ponadto kronikę filmową (mającą 26 wydań rocznie). Dzięki Zallëmiemu rozwinięto w Nowej Albanii produkcję filmów animowanych, stanowiących dotąd zjawisko marginalne w produkcji filmowej. W 1984 został przeniesiony do ministerstwa spraw zagranicznych, w którym objął funkcję dyrektora biura prasowego. Zmarł po długiej i ciężkiej chorobie.